# Supercola
A supercola é um produto utilizado para juntar partes, este produto é a base de cianoacrilato e existem diversas densidades diferentes para cada tipo de aplicação. Este tipo de cola normalmente é de secagem imediata secando de 2 a 10 segundos dependendo da viscosidade.
Estas colas são desenvolvidas para colar substratos iguais ou diferentes:
- Madeira com Madeira
- Madeira com Borracha
- Ferro com Ferro
- Ferro com Borracha